# Euptychiina
De Euptychiina zijn een subtribus van vlinders uit tribus Satyrini van de familie Nymphalidae.
De wetenschappelijke naam van de subtribus werd voor het eerst geldig gepubliceerd in 1896 door Reuter.

## Geslachten
- Euptychia Hübner, 1818
- Amphidecta Butler, 1867
- Archeuptychia Forster, 1964
- Caenoptychia Le Cerf, 1919
  - = Ristia Gagarin, 1936
- Caeruleuptychia Forster, 1964
  - = Weymerana Forster, 1964
- Capronnieria Forster, 1964
- Cepheuptychia Forster, 1964
- Cercyeuptychia Miller & Emmel, 1971
- Chloreuptychia Forster, 1964
- Cissia Doubleday, 1848
  - = Argyreuptychia Forster, 1964
  - = Vareuptychia Forster, 1964
- Coeruleotaygetis Forster, 1964
- Cyllopsis Felder, 1869
- Erichthodes Forster, 1964
- Euptychoides Forster, 1964
- Forsterinaria Gray, 1973
  - = Haywardina Forster, 1964
  - = Forsterina Lamas, 1977
  - = Forsterinonia Brown, 1992
- Godartiana Forster, 1964
- Guainanaza Freitas & Peña, 2006
- Harjesia Forster, 1964
- Hermeuptychia Forster, 1964
- Magneuptychia Forster, 1964
- Megeuptychia Forster, 1964
- Megisto Hübner, 1819
- Moneuptychia Forster, 1964
  - = Carminda Ebert & Dias, 1997
- Neonympha Hübner, 1818
- Oressinoma Doubleday, 1849
  - = Ocalis Westwood, 1851
  - = Ocalis Boisduval, 1870
- Palaeonympha Butler, 1871
- Paramacera Butler, 1868
- Parataygetis Forster, 1964
- Pareuptychia Forster, 1964
- Parypthimoides Forster, 1964
- Pharneuptychia Forster, 1964
- Pindis Felder, 1869
- Posttaygetis Forster, 1964
- Praefaunula Forster, 1964
- Pseudeuptychia Forster, 1964
- Pseudodebis Forster, 1964
- Rareuptychia Forster, 1964
- Satyrotaygetis Forster, 1964
- Splendeuptychia Forster, 1964
- Taydebis Freitas, 2003
- Taygetina Forster, 1964
- Taygetis Hübner, 1819
- Taygetomorpha Miller, 2004
- Yphthimoides Forster, 1964
- Zischkaia Forster, 1964